# Bosniaken-Institut

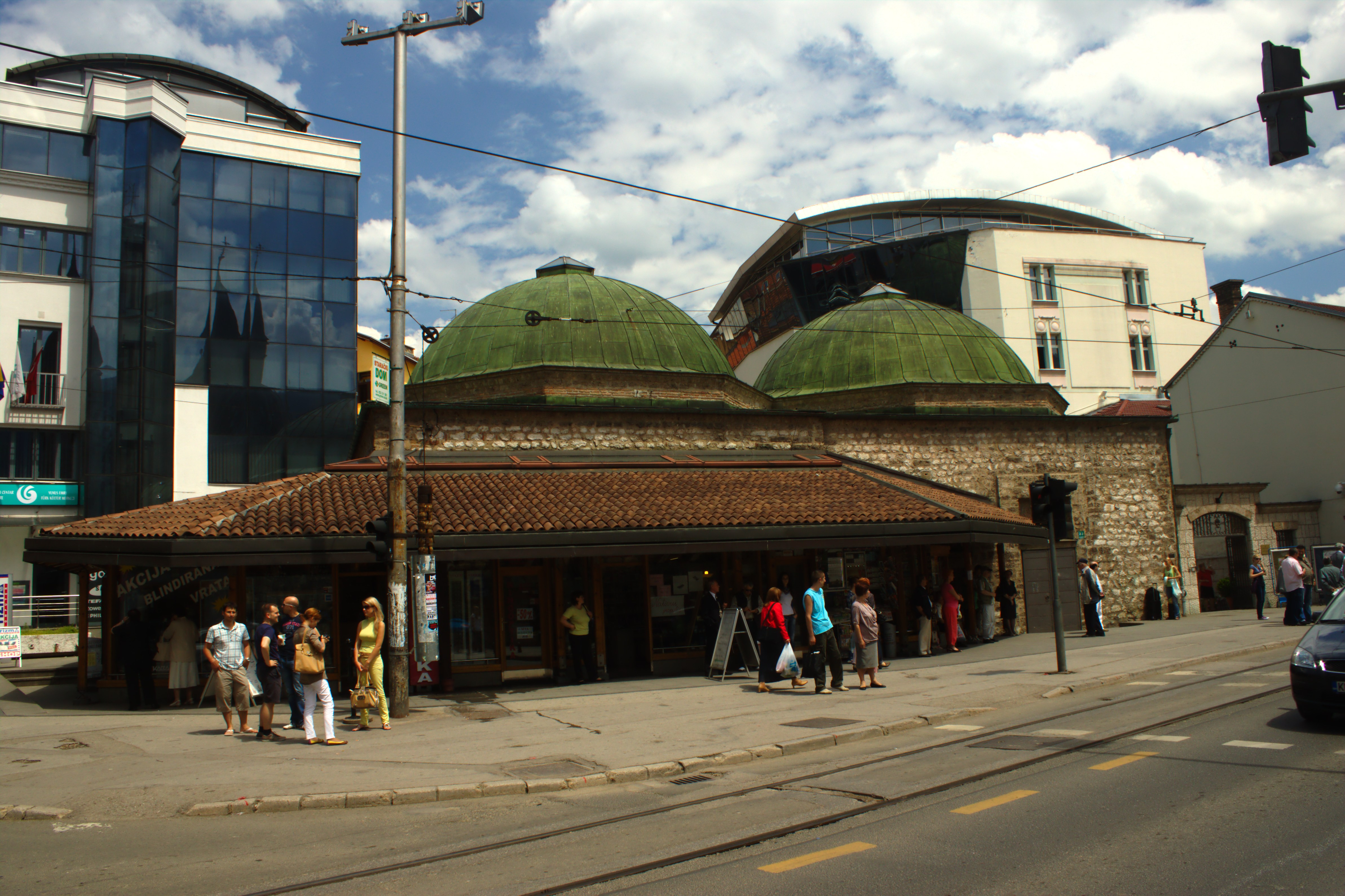
Bosniaken-Institut (2011)

Das Bosniaken-Institut – Stiftung Adil Zulfikarpašić (bosnisch Bošnjački Institut), auch Bosnisches oder Bosniakisches Institut genannt, ist eine Forschungs- und Kulturinstitution in Sarajevo, die unter einem Dach ein Museum, eine Galerie, eine Bibliothek, ein Archiv, einen Verlag und ein Kulturzentrum vereint.

## Geschichte
Das Bosniaken-Institut wurde im Jahr 1988 in Zürich von Adil Zulfikarpašić, Geschäftsmann, Politiker, Stifter und Kämpfer für die Kultur- und Bildungsförderung in Bosnien-Herzegowina, gestiftet und gegründet. Gemeinsam mit seiner Frau Tatjana Zulfikarpašić bewahrte er in langjähriger Arbeit das Kulturvermächtnis Bosnien-Herzegowinas – er sammelte Dokumente, Fotos, Ansichts- und Landkarten sowie Bücher, Enzyklopädien, Zeitschriften und andere Archiv- und Bibliotheksbestände. Nach dem Ende des Bosnienkrieges wurden alle Bestände des Instituts nach Sarajevo verlegt und 2001 das Bosniaken-Institut in Sarajevo eröffnet.
Das Bosniaken-Institut hat eine eigene Bibliothek und eine Galerie, es verfügt über eine Kunstsammlung, ein Archiv sowie einen Lesesaal und mehrere Forschungsräume und Konferenzsäle. Das Institut liegt in der Altstadt von Sarajevo, in der Mula-Mustafe-Bašeskije-Straße 21, an dem 1535 gebauten Gazi Husrev-begov-Hamam. Das bestehende, renovierte Hamam-Gebäude mit seinem orientalischen Antlitz wächst mit dem modernen Anbau (Institut und Bibliothek) zu einem Gebäudeensemble zusammen. Die Architekten Hasan Ćemalović und Ahmet Kapidžić wurden für ihren Institutsbau 2001 mit dem Preis der Stadt Sarajevo (Šestoaprilska nagrada Grada Sarajeva) in der Kategorie Gruppenauszeichnung ausgezeichnet. In der Kombination der alten Bausubstanz des Hamams (türkisches Badehaus) mit modernem Anbau sind zwei Stiftungen untergebracht: Gazi Husrefbegov vakuf, eine Stiftung des Gazi-Husref-Begs, die in der Blütezeit der islamischen Kultur, Bildung und Gelehrsamkeit in Bosnien-Herzegowina entstanden ist, und das Bosniaken-Institut – Stiftung Adil Zulfikarpašić zur Förderung wissenschaftlicher Erforschung von Kultur und Kulturerbe der Bosniaken und anderer Völker Bosnien-Herzegowinas.

## Bibliothek
Die Bibliothek des Bosniaken-Instituts besitzt mehr als 250.000 Medieneinheiten, darunter Bücher, Zeitschriften, Landkarten und Artikel. Der Gesamtbestand setzt sich aus dem Altbestand zusammen, der die ältesten Handschriften (aus dem 14. Jahrhundert) und Erstausgaben von Büchern und Zeitschriften sowie zeitgenössische wissenschaftliche und Sachliteratur über Bosnien-Herzegowina umfasst. Die Bibliothek besteht aus folgenden Abteilungen: Bosnica, Croatica, Serbica, Turcica, Islamica, Jugoslavica, Handschriftensammlung, Referenzsammlung; außerdem aus folgenden Sammlungen: Judaica, Bogumilen, Sandžak, Emigrantica, Krieg 1992–1995.

## Kunstsammlung
Die Kunstsammlung des Bosniaken-Institutes entstand im Laufe mehrerer Jahrzehnte als private Sammlung von Adil und Tatjana Zulfikarpašić und bildete später den Grundstock für die Stiftung – das Bosniaken-Institut.
Der Bestand umfasst über 1500 Kunstwerke – Gemälde, Druckgrafiken und Skulpturen zahlreicher bosnisch-herzegowinischer Künstler: Ismet Mujezinović, Hakija Kulenović, Rizah Štetić, Ibrahim Ljubović, Vojo Dimitrijević, Mersad Berber, Affan Ramić, Mevludin Ekmečić, Safet Zec, Salim Obralić, Mehmed Zaimović sowie Schenkungen von Mersad Berber, Mevludin Ekmečić, Ismet Rizvić und Edo Numankadić.

## Archiv
Das Archiv besteht aus mehr als 8000 Archiveinheiten, darunter das älteste Dokument aus dem 15. Jahrhundert, wie auch zahlreiche Dokumente, Artikel, Fotos der Zeitgeschichte – Zeitzeugen der politischen, gesellschaftlichen, wirtschaftlichen, kulturellen und bildungspolitischen Ereignisse und Entwicklungen in Bosnien-Herzegowina.

## Auftrag
Das Bosniaken-Institut hat sich der Förderung des kulturellen Erbes, der historischen Wahrheit und der Kultur von Bosniaken und anderen Völker in Bosnien-Herzegowina verschrieben. Im Rahmen seiner Programme und Maßnahmen entwickelt und fördert es die wissenschaftliche Zusammenarbeit mit ähnlichen Institutionen im In- und Ausland. Das Institut erschließt das historische Kulturerbe, moderne wissenschaftliche und Sachbuchproduktionen in Bosnien-Herzegowina, organisiert Veranstaltungen und fördert die Entwicklung des Verlagswesens.

## Verwaltung
Das Bosniaken-Institut leiten der Stiftungsrat und der Institutsleiter. Vorsitzender des Stiftungsrates ist Fehim Škaljić, sein Stellvertreter ist Mirsad Kurtović, das Sekretariat obliegt Erdal Trhulj. Der Leiter des Bosniaken-Institutes ist Faris Gavrankapetanović. Mitglieder des Stiftungsrates sind Zlatko Lagumdžija, Mirsada Hukić, Hilmo Neimarlija, Safet Bandžović, Jasmina Bešlagić, Zijo Krvavac und Taner Aličehić.